# Hondsleibeek
De Hondsleibeek is een beek die stroomt door Weerde, een deelgemeente van Zemst in de Belgische provincie Vlaams-Brabant. 
De beek begint in een klein drassig bosje gelegen tussen de rivier de Zenne en de E19. Ze stroomt dan een halve kilometer zuidwaarts door nog twee kleine bosjes, draait naar het westen en gaat dan onderdoor de Damstraat. Ze keert zich terug naar het zuiden en gaat dan doorheen het bos tussen de Damstraat en de Elewijtsesteenweg. Ze gaat onderdoor de laatstgenoemde straat en mondt uit in de Barebeek, vlak bij het einde van de Populierendreef.